# フルダ川

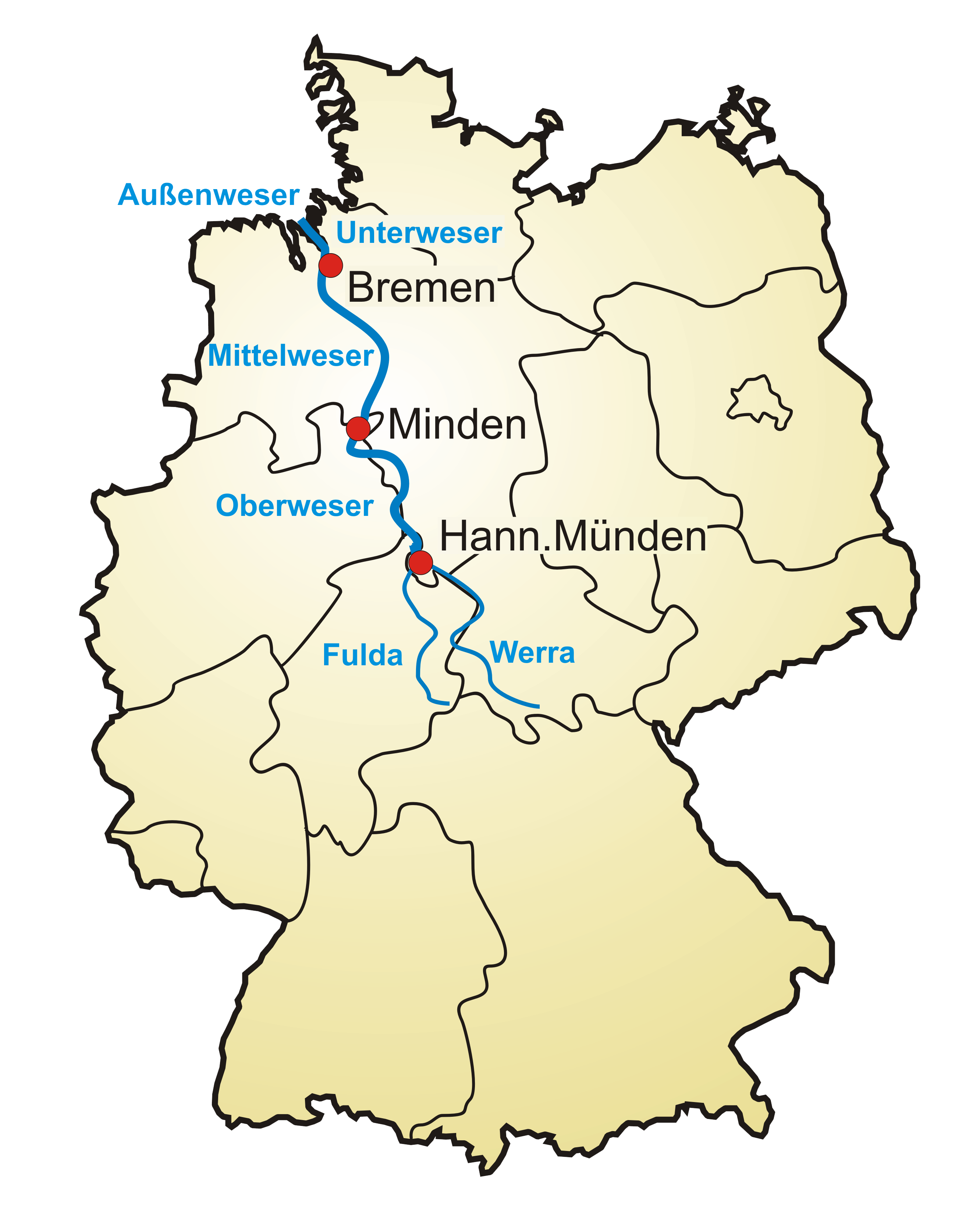
ヴェーザー川水系。Hann. Mündenより下流（北）がヴェーザー川。上流西側がフルダ川、東側がヴェラ川。

フルダ川（フルダがわ、Fulda）は、全長218km、ドイツ、ヘッセン州で最も長い川。流域面積は6,932km²。ともにヴェーザー川の源流をなすヴェラ川の左岸側、すなわち西側を流れる川である。
フルダ川は、ヘッセン州内のレーン山地、ヴァッサークッペ山から湧出し、カウフンガー・ヴァルトとラインハルツヴァルトの間、三つの川の町と呼ばれるハン・ミュンデン（ニーダーザクセン州）までを流れる。ここでフルダ川はヴェラ川と合流しヴェーザー川となって北海の河口をめざす。

## 行程

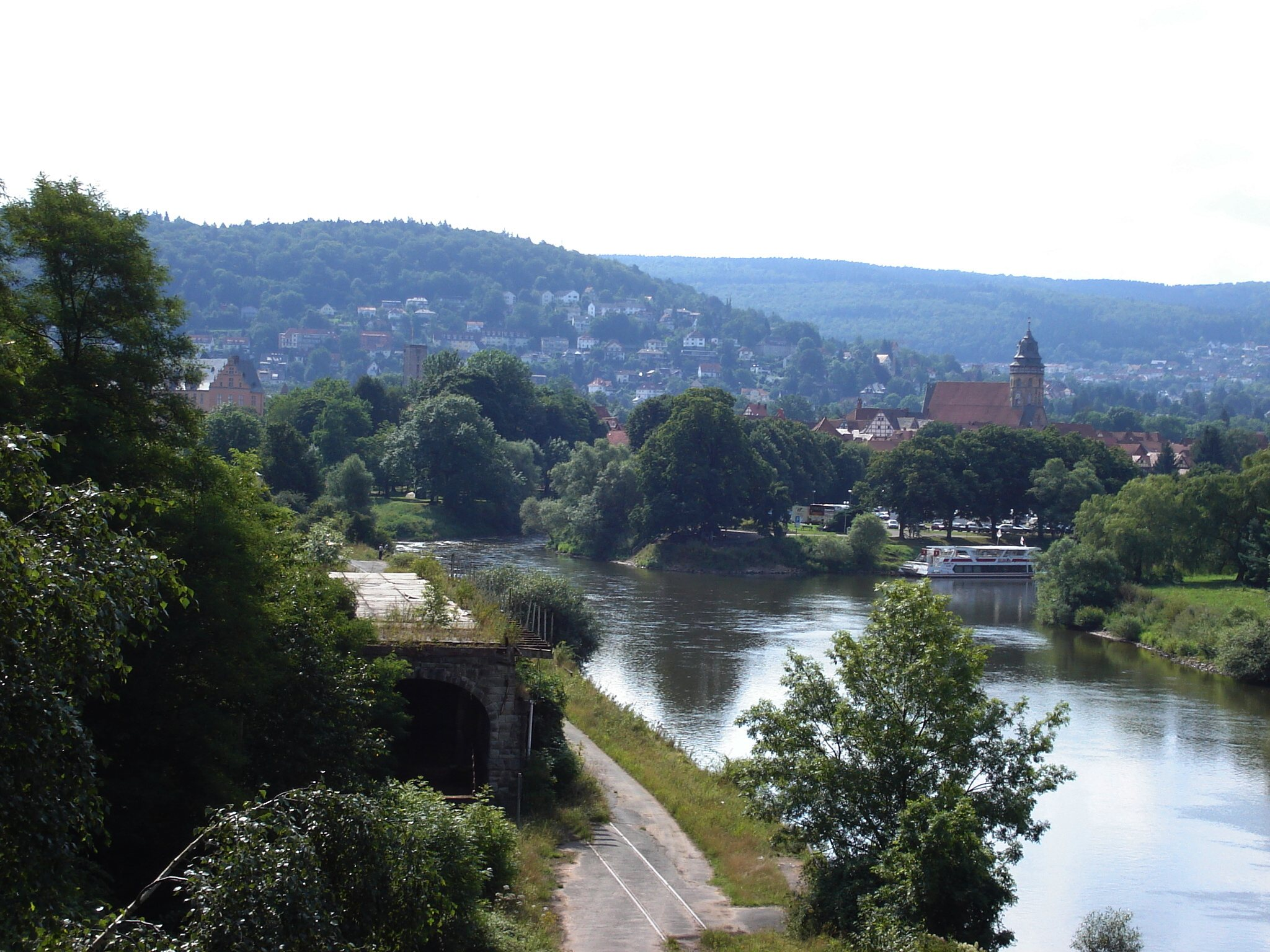
フルダ川とヴェラ川の合流点。画面左奥がヴェラ川、右奥（遊覧船が見える）がフルダ川、手前がヴェーザー川。

上流：ヴェッサークッペ山の山頂からわずかに南、標高850mの水源から、フルダ川は南へ、フェルトベルク山の南斜面を、ガースフェルトまで流れ下る。6kmの間に368mもの高低差を下る。ここから西へ、数km先のアイヒェンツェルまで流れる。ここで方向を北に変えるとすぐに標高275mのフルダの町に達する。
中流：フルダ川の左手はフォーゲルスベルク山地、右手はクッペンレーンである。川はさらに北に向かい、リューダーミュントでリューダー川、シュリッツでシュリッツ川、ニーダーアウラ（ニーダーヨッサ地区）でヨッサ川、バート・ヘルスフェルトでハウネ川がそれぞれ合流してくる。ゾイリンクスヴァルトを抜け、さらに北へ向かって流れ、ベーブラ、ローテンブルク・アン・デア・フルダ、バイゼ川が流れ込むマルスフェルトを過ぎ、オーバー＝メルズンゲンではプフィーフェ川が合流する。さらに次のケルレではその南部でミュールミッシュ川が合流する。
ベーブラ付近で、フルダ川の方向が変わるのをフルダクニーという。クニュル山地とゾイリンクスヴァルトの間を北東に向かって流れていたが、川はシュテールツィンガー山地を前に北西に向きを変える。
下流：エーダーミュンデのグリフテ地区で、2回きれいなループで蛇行した後、最大の支流であるエーダー川が西から合流してくる。少し北のカッセルに着くまでにドルゼル川（小フルダ川）、アーネ川、ヴァーレ川、ローセ川、ニーステ川が流れ込む。
カッセル以後は小刻みな蛇行が少なくなり、ニーダーザクセン州の南縁との州境をなす川となり、雄大な、そしてある時は狭く大きく曲がった渓谷を流れて行く。フルダタールのジンマースハウゼン地区でエスペ川が合流する。
カッセルの32km下流、北東でフルダ川は、ハン・ミュンデンに到着する。標高116.5m、ここでヴェラ川と合流し、ヴェーザー川となる。

## 風景

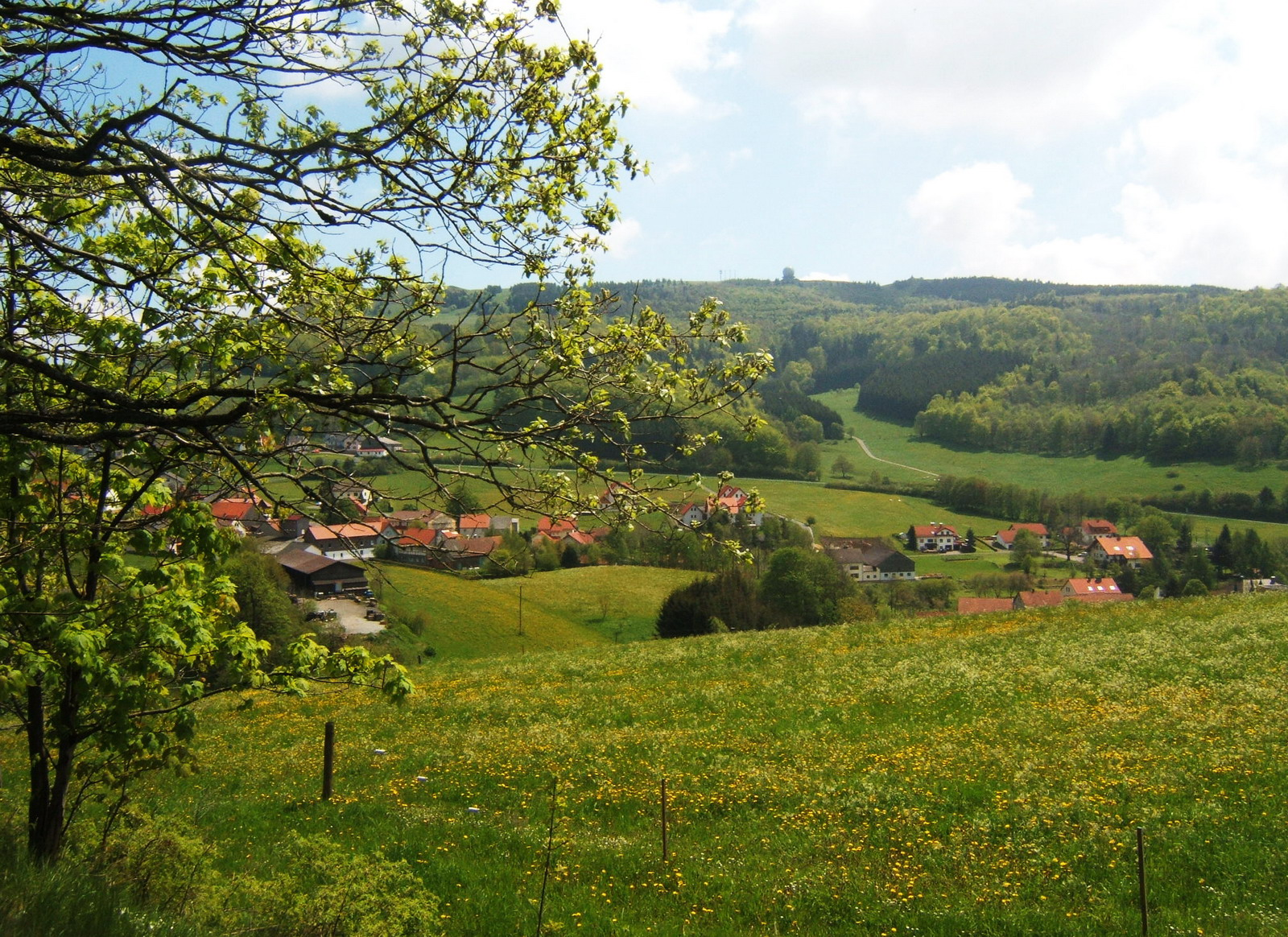
水源の村ポッペンハウゼン（ヴァッサークッペ）

概説：フルダ川はそのほとんどの区間を、深さの程度に違いはあれ、渓谷を流れるが、その両岸は雑色砂岩質である。両側に森が広がり、所によっては高い山となっているこの渓谷が開けるのはカッセル盆地に出てからである。
上流：そのほとんどが急勾配の上流部は谷の幅がわずかに250m以下であり、その後も500m以下である。アイヒェンツェル付近、すなわちフルダ付近では、谷は幾分その幅を広げるが、その後再び山の斜面の間を流れてゆく。
中流：バート・ヘルスフェルトやベーブラ付近の谷幅は最大1.3kmにまで広がるが、グックスハーゲンでは再び数百mとなる。
下流：エーダー川の河口付近から、カッセルのフルダ川が流れるカールスアウエやフルダアウエといった付近での谷の幅は3km程度にまで広がる。この大都市の後は、再び幅数百mしかない狭い渓谷を抜けてハン・ミュンデンへと流れてゆく。

## 航行
フルダ川は1890年から、水門が築かれ、運河化に着手された。ベーブラとカッセルの間に現存する5つの施設、カッセルとハン・ミュンデンの間のナーデルヴェーレと呼ばれる合計8つの施設が設けられた。1970年代までにこうしたできの悪い施設と危険な操作方法に対して改善が要求された。いくつかの水門は破壊され、残りの施設も改修されたり、新しく建設されたりした。この結果、フルダ川下流には現在5つの水門が設けられている。この中で最も高い水門はカッセルから遠くない（下流の）ヴァーンハウゼンにあるもの（1980年建設）である。これは8.48mの高さがある。この水門とボナフォルトの水門の上は自転車道になっている。カッセルのzweifeldrige Walzenwehr（1912年）は、1991年から1993年に修復された。これを通って、カッセルからハン・ミュンデンまでは船の航行路となっている。夏になると、多くの汽船やラダーボート、パドル・ボート、あるいはスポーツ・ボートがひしめき合う。
20世紀の初め、フルダ川は、壮大な運河システムに組み込まれていた。北海あるいはバルト海から黒海へ（ヴェーザー川、フルダ川、キンツィヒ川、マイン川、ドナウ川を経由する）水路を建設しようという計画であった。中央の山地の下を貫通する全長8kmの長いトンネルがこの計画に組み込まれていた。実際にブルクスハウゼン（カッセルの南東10kmほど）では、ダムの建設が始められてすらいた。1920年代の終わりにこの計画および工事はすべて中止された。

## 歴史

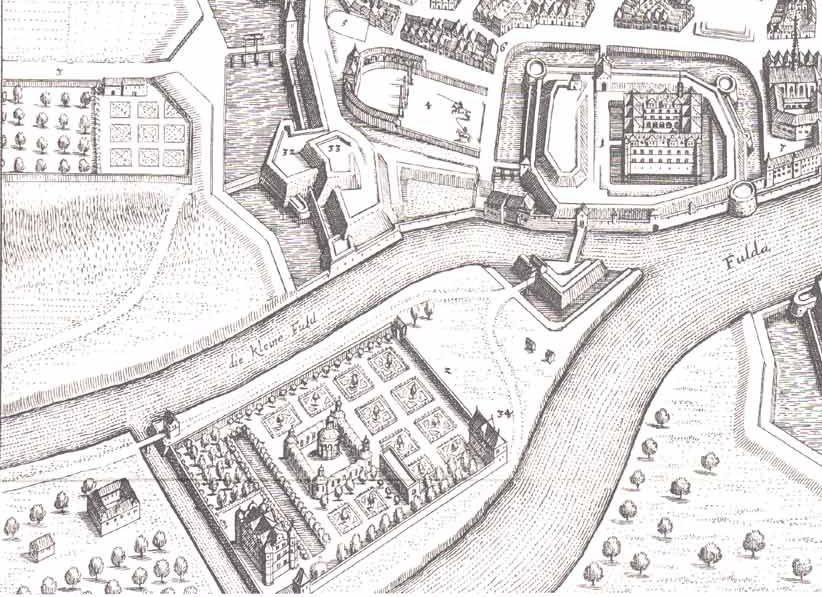
現在のカールスアウエ付近の1648年の計画図。die kleine Fuldaの文字が見える。

### 名前の由来
フルダ川の名前の由来は、未だに明らかではない。

### 小フルダ
カッセル市域内のドルゼル川の下流域は、今日なお「小フルダ川」と呼ばれている。この名前は、カールスアウエの歴史的な開発に由来している。この土地は、フルダ川が分岐してその両岸を流れていた。その西側の分流を「小フルダ」と呼んだ。中世にこの庭がさらに拡大され整備されるにつれ、この分流は一部埋め立てられてしまい、かつての河床は「キューヒェングラーベンの小フルダ」と呼ばれるようになった。現在は、大変に細長く延びた池になっている。この分流の北端が運河化されたのがドルゼル川で、「小フルダ」の名前で呼び慣わされている。

### ヴェーザーシュタイン（ヴェーザーの碑）

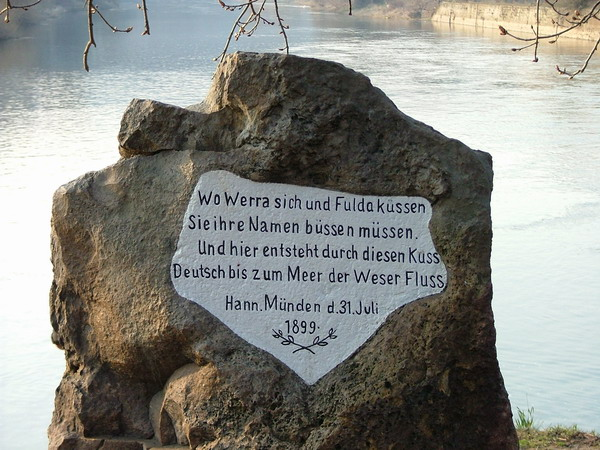
ヴェーザーの碑

ハン・ミュンデンのフルダ川とヴェラ川が合流してヴェーザー川となる地点に、1899年7月末に以下の詩文を刻んだプレートをつけた石碑が建てられた。

Wo Werra sich und Fulda küssen

Sie ihre Namen büssen müssen,

Und hier entsteht durch diesen Kuss

Deutsch bis zum Meer der Weser Fluss.

Hann. Münden, d. 31. Juli 1899
（ヴェラ川とフルダ川がキスをして

　その償いにその名を捨てる

　そしてそのキスから生まれた

　ヴェーザー川がドイツを抜けて海へ向かう

　　ハン・ミュンデン、1899年7月31日）

## 支流
主な支流は以下の通り。
左岸の支流：
上流から順に
- フリーデ川 (Fliede, 18 km)
- リューダー川 (Lüder, 40 km)
- シュリッツ川 (Schlitz, 12 km)
- ヨッサ川 (Jossa, 22 km)
- バイゼ川 (Beise, ?? km)
- エーダー川 (Eder, 177 km)
- ドルゼル川（別名小フルダ川） (Drusel, "Kleine Fulda", ?? km)
- アーネ川（別名アーナ川） (Ahne, Ahna, ?? km)
- エスペ川 (Espe, ?? km)

右岸の支流： 
上流から順番に
- ハウネ川 (Haune, 64 km)
- ウルフェ川 (Ulfe, ?? km)
- プフィーフェ川 (Pfieffe, ?? km)
- ミュルミッシュ川 (Mülmisch, ?? km)
- ヴァーレ川 (Wahle, 15 km)
- ロッセ川 (Losse, 28 km)
- ニーステ川 (Nieste, 21 km)

## 街
この川は以下の街を流れ下る。

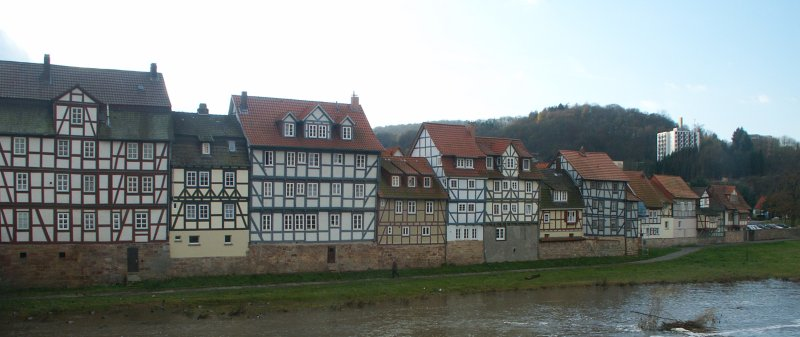
ローテンブルク・アン・デア・フルダ。フルダ川に沿って木組み建築が建ち並ぶ。

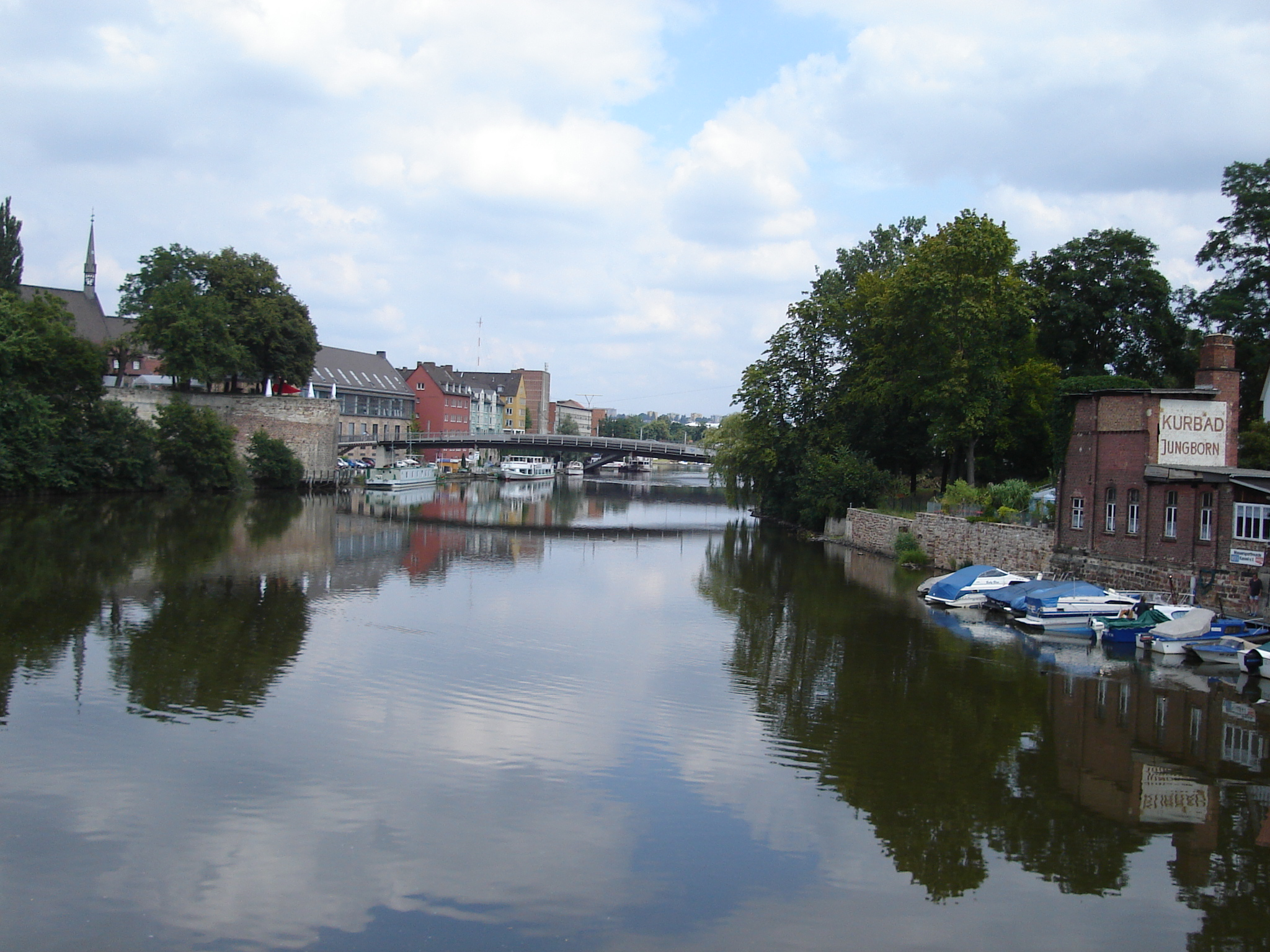
カッセルを流れるフルダ川

- ポッペンハウゼン（ヴァッサークッペ） (Poppenhausen (Wasserkuppe))
- ゲルスフェルト (Gersfeld)
- フルダ (Fulda)
- ニーダーアウラ (Niederaula)
- バート・ヘルスフェルト (Bad Hersfeld)
- ベーブラ (Bebra)
- ローテンブルク・アン・デア・フルダ (Rotenburg a.d. Fulda)
- メルズンゲン (Melsungen)
- ケルレ (Körle)
- グックスハーゲン (Guxhagen)
- フルダブリュック (Fuldabrück)
- ベルクスハウゼン (Bergshausen)
- カッセル (Kassel) （港あり）
- ハン・ミュンデン (Hann. Münden) （港あり）